# 蒙特塞拉特立法议会
蒙特塞拉特立法议会（英語：Legislative Assembly of Montserrat）是英国海外领地蒙特塞拉特的立法机关。蒙特塞拉特立法议会实行一院制，由11名议员组成。

## 歷史
蒙特塞拉特立法议会是根据2011年通过的蒙特塞拉特新宪法创设的，取代之前的蒙特塞拉特立法委员会。2014年，第一届蒙特塞拉特立法议会经由普遍选举产生。

## 結構
蒙特塞拉特立法议会共有11席，當中9席由選舉產生，另外2席由律政司和財政部長擔任。議長在新一屆立法議會召開後選出。

### 選舉制度
全島為單一選區，選出9個議席，選民同時可以投給9個候選人。候選人必須得到6%的票數才可以當選，假如得到超過6%票數得候選人不足9位，需要在21天內舉行第二輪投票。立法議會的民選成員必須是蒙特塞拉特人，且出生時父母任意一人為蒙特塞拉特人。民選成員需年滿21歲、是登記選民，並在登記參選前5年內在蒙特塞拉特居住至少12個月。

## 腳註
1. ↑  根據憲法，在蒙特塞拉特出生的英國海外領土公民，或任意父母、祖父母在蒙特塞拉特出生的英國海外領土公民均為蒙特塞拉特人。